# 林肯 (緬因州)
林肯（英語：Lincoln）是一個位於美國緬因州佩諾布斯科特縣的鎮。

## 人口
根據2020年美國人口普查的數據，林肯的面積為193.34平方千米，當中陸地面積為175.68平方千米，而水域面積為17.65平方千米。當地共有人口4853人，而人口密度為每平方千米25人。